# Чаплін (Гомельський район)
Чаплін (біл. Чаплін) — селище в Черетянській сільській раді Гомельського району Гомельської області Республіки Білорусь.

## Географія

### Розташування
За 49 км на південний схід від Гомеля та за 16 км від залізничної станції Кравцовка на лінії Гомель — Чернігів, за 1,5 км від державного кордону з Україною.

## Транспортна мережа
Транспортні зв'язки степовою, потім автомобільною дорогою Гомель — Будище. У селі 3 житлові будинки (2004). Планування складається з короткої, прямолінійної вулиці, зі спрямованістю з південного заходу на північний схід. Забудова дерев'яних будинків садибного типу.

## Історія

### СРСР
Заснований на початку 1920-х років переселенцями із сусідніх сіл на колишніх поміщицьких землях, це були сім'ї Бондарєвих, Бондаренка та Лазовенка.
1926 року в селищі знаходилося поштовий пункт. У Прокоповській сільраді Носовицького району Гомельського (до 26 липня 1930 року) округу, з 20 лютого 1938 року Гомельської області.
У 1930 році жителі вступили до колгоспу.
У 1959 році у складі колгоспу «За Родину» з центром у селі Черетянка.

## Населення

### Чисельність
- 2018 — 2 мешканці